# Бертхолд VII
Бертхолд VII (X) Мъдрия фон Хенеберг (на немски: Berthold VII (X) der Weise von Henneberg) от род Хенеберги е граф на Хенеберг-Шлойзинген (1284 – 1340).

## Живот
Роден е около 1272 година в Шлойзинген. Той е син на Бертхолд V фон Хенеберг († 1284) и на София фон Шварцбург († 1279), дъщеря на Гюнтер VII фон Шварцбург-Бланкенбург († 1274). Император Хайнрих VII му дава през 1310 г. правата на княз.
До 1330 г. Бертхолд е регент и възпитател на непълнолетния Лудвиг V Бранденбургер, най-големият син на император Лудвиг IV Баварски, на когото е съветник. Лудвиг V е като Лудвиг V херцог на Бавария и като Лудвиг I маркграф на Бранденбург, също граф на Тирол.
Умира на 3 април 1340 година в Шмалкалден. Погребан е в манастир Весра.

## Бракове и деца
Първи брак: през 1284 г. с ландграфиня Аделхайд фон Хесен (* ок. 1268; † 7 декември 1315), дъщеря на Хайнрих I 'Детето' фон Хесен-Тюрингия и съпругата му Аделхайд фон Брауншвайг. Те имат децата:
- Хайнрих VIII (* ок. 1288; † 10 септември 1347), ∞ 1317 г. Юта фон Бранденбург († 1353)
- Йохан I (* ок. 1300; † 2 май 1359), ∞ 1349 г. за Елизабет фон Лойхтенберг († 1361)
- Бертхолд († ок. 1411), рицар на Йоанитския орден, комтур в Кюндорф
- Лудвиг (* ок. 1304; † сл. 1 септември 1357), домхер в Магдебург
- Елизабет (* пр. 1318; † 6 декември 1377), ∞ пр. 3 март 1333 г. за Йохан II бургграф на Нюрнберг

Втори брак: с Анна († 1323), дъщеря на граф Конрад фон Хоенлое (или сл. 7 декември 1317 г. за Анна фон Хоенлое-Уфенхайм († сл. 1340), дъщеря на граф Албрехт II фон Хоенлое-Уфенхайм-Шпекфелд и графиня Аделхайд фон Берг-Шелклинген). Бракът е бездетен.